# Вернер Штайнгаузер
Ве́рнер Штайнгаузер (нім. Werner Steinhauser; 29 червня 1893, Кенігсберг, Німецька імперія — 26 червня 1918, Франція) — німецький льотчик-ас, лейтенант Прусської армії.

## Біографія
Учасник Першої світової війни. Служив у 261-му льотному дивізіоні, здобувши одну перемогу спільно зі своїм спостерігачем, лейтенантом Ексом. Після винищувальної підготовки у грудні 1917 року направлений в 11-ту винищувальну ескадрилью.
Штайнгаузер літав на винищувачі Fokker Dr I з червоним обтічником двигуна та червоною смугою навколо фюзеляжу, по якій йшли навхрест жовті вузькі смуги, що повторювались також і у верхній частині фюзеляжу. Крім того, літак Штайнгаузера мав червоні ковпаки коліс та намальовані жовті «очі» на обтічнику двигуна.
17 березня 1918 року зазнав бойового поранення. 26 червня о 08:00 загинув у бою над Неї.
На рахунку аса 10 повітряних перемог.